# Карл Теодор Драйер
Карл Теодор Драйер (на датски: Carl Theodor Dreyer Nilsson) е датски филмов режисьор, чиито най-известни филми са съсредоточени върху психологическо изследване на религиозното преживяване. Въпреки че никога не се е ползвал с популярност сред широката зрителска аудитория, той е считан за един от най-великите режисьори в историята на киното. Кинематографичната му техника се характеризира с опростена сюжетна линия, сурова и натуралистична визия, кратки и накъсани кадри в близък план. 

## Биография
Незаконен син на шведска емигрантка, малкият Карл е оставен в сиропиталище. На двегодишна възраст е осиновен от семейството на печатарския работник Теодор Драйер. Приемните му родители са деспотични и дълбоко религиозни лутерани. На 16-годишна възраст Драйер избягва от техния дом, но мрачната атмосфера, в която е изживял детството, оказва трайно влияние върху бъдещото му творчество.
Принуден да си изкарва сам хляба, Карл Драйер работи като пианист в кафе, архивар в търговска кантора, репортер в „жълт“ вестник. През 1912 г. е нает от филмовата компания „Нордиск“, за да пише титрите, които се появяват между кадрите на немите филми. Скоро след това започва да съчинява и филмови сценарии за „Нордиск“. Преди да режисира първия си филм, по негови сценарии вече са били заснети 22 филма. През 1918 г. се появява и неговата първа режисьорска работа – претенциозната и доста банална мелодрама „Президент“.
През 1919 г. на екран излиза монументалният филм „Страници от книгата на Сатаната“, силно повлиян от „Нетърпимост“ на Д. Грифит. Драйер обединява в своето повествование различни исторически епизоди (Голгота, испанската Инквизиция, Великата френска революция и събитията от 1918 година във Финландия), които, по негово мнение, изобразяват в умален модел цялата история на човечеството, разделено от политически интереси и религиозна нетърпимост. В този филм за пръв път се появяват не само творческите амбиции Драйер, но и интересът към експериментиране с композицията на кадрите, осветлението, монтажа и ритъма.
Настъпилата в датското кино криза принуждава режисьора да търси чуждестранни продуценти и неговите следващи три филма са заснети в Швеция – „Вдовицата на пастора“(1920), „Възлюби ближния свой“(1922) и „Уважавай жена си“(1925). В Германия е заснет филмът „Михаел“(1924). В тези филми е проявен интерес към вътрешния живот на човека, раздиран от противоречия и стоящ пред избор. Стремежът е към максимална, почти натуралистична достоверност в детайлите от декора и в играта на актьорите. Близкият план за пръв път в световното кино е използван при психологическата обрисовка на героите.
Най-важният филм в цялото творчество на Карл Драйер е заснет през 1928 г. във Франция – „Страстите на Жана д'Арк“. Възможността за създаването на този филм е резултат на успеха, който „Уважавай жена си“ е имал във Франция. На режисьора била предложена правителствена субсидия, за да екранизира биографията на една от трите знаменити жени – Катерина Медичи, Мария Антоанета или Жана д'Арк. Режисьорът избрал Орлеанската дева като поканил известната театрална актриса Рене Фалконети за главната роля.
Историята на създаването на този филм се е превърнала в легенда: снимките продължили година и половина – Драйер отхвърлил първоначално написания сценарий и започнал да заснема отделните сцени в хронологична последователност, следвайки оригиналните протоколи от следствието срещу Жана д'Арк; създадено било почти точно копие с плъзгащи се стени на замъка в Руан, актьорите били облечени в дрехи от ръчно тъкан плат, от тях се изисквало да играят без грим. Операторът използвал висококонтрастна оптика, която при любимия на Драйер близък план предава всички неравности на кожата; при снимките били използвани ниски ракурси като за целта в двора на замъка били изкопани многобройни траншеи /идеята за траншеите и изобразяване на харизматичната личност чрез нисък ракурс по-късно е възприета от Лени Рифенщал при снимките на „Триумф на волята“/. Всеки кадър – това е променена от вътрешен душевен импулс линия на устните или лека гримаса на лицето Жана. В резултат филмът се превръща в монументално платно на варварския съдебен процес и същевременно в ням монолог на Жана д'Арк, чиито емоционални преживявания и даже ход на мислите се предават на екрана с помощта на близки и свръхблизки планове, виртуозен монтаж и драматургия на светлините и сенките.
Филмът „Страстите на Жана д'Арк“ се приема студено от масовия зрител. Провалът затруднява следващите проекти на Драйер. Едва през 1932 г. той намира продуцент и започва снимките на новия си филм „Вампир“ – удивително пътешествие в света на подсъзнателните блянове, сънища и халюцинации. Провалът и на този филм заставя Драйер да се върне към журналистиката. През 1943 г. той заснема монументалната драма „Ден на гнева“. Въпреки че сюжетът на този филм е „ловът на вещици“ в средновековна Норвегия, ясно различимите алюзии с действията на нацистите в окупирана Дания са причина режисьорът да избяга в Швеция, където остава до края на войната.
След края на Втората световна война режисьорът снима серия спонсорирани от правителството документални филми. Международното признание за творчеството на Карл Теодор Драйер идва едва през 1955 г., когато филмът „Слово“ получава голямата награда на кинофестивала във Венеция. През 1964 г. създава последната си творба – изискания ретрофилм „Гертруда“.

## Филмография
| година | филм                            | оригинално заглавие               | бележки |
| ------ | ------------------------------- | --------------------------------- | ------- |
| 1919   | Президент                       | Præsidenten                       |         |
| 1920   | Вдовицата на свещеника          | Prästänkan                        |         |
| 1921   | Страници от книгата на сатаната | Blade af Satans bog               |         |
| 1922   | Заклейменият                    | Die Gezeichneten                  |         |
| 1922   | Веднъж                          | Der var engang                    |         |
| 1924   | Микаел                          | Mikaël                            |         |
| 1925   | Уважавай жена си                | Du skal ære din hustru            |         |
| 1926   | Булката на Гломдал              | Glomdalsbruden                    |         |
| 1928   | Страстите на Жана д'Арк         | La Passion de Jeanne d'Arc        |         |
| 1932   | Вампир - мечтата на Алън Грей   | Vampyr – Der Traum des Allan Grey |         |
| 1943   | Ден на гнева                    | Vredens Dag                       |         |
| 1945   | Двама                           | Två människor                     |         |
| 1955   | Слово                           | Ordet                             |         |
| 1964   | Гертруд                         | Gertrud                           |         |